# Tempranillo blanco
La tempranillo blanco es una variedad blanca mutada de forma natural a partir de la uva tempranillo tinta, cultivada en España. 

## Historia y ampelografía
En 1988, Jesús Galilea Esteban encontró un racimo de uvas blancas en una de las vides tempranillo de su viñedo, situado en Murillo de Río Leza, La Rioja. Quitó el racimo, dejando un heel que a su vez produjo dos brotes de uva blanca. Galilea entonces contactó con la agencia gubernamental de La Rioja CIDA, quienes injertaron los brotes en su centro de investigación en febrero de 1989.
CIDA concluyó que, aparte de que las hoyas y las bayas eran de tamaño menor, las nuevas plantas eran idénticas a la tempranillo normal en la mayor parte de los aspectos, y lo confirmaron con los análisis de ADN. La diferencia más notable fue que las pieles de las uvas eran de color amarillo-verdoso en lugar del usual negro-azulado, debido a una mutación natural en un solo gen del color de la piel. Mutaciones similares parece que ocurrieron en muchas otras variedades de uva, como la pinot noir y la garnacha.
El tempranillo blanca se reproduce asexualmente a través de un único sarmiento y multiplicación. Esto permite genes idénticos, como un clon. De hecho, la semejanza genética entre la variedad tinta y la blanca es de 97,8%. Ambas uvas comparten hojas idénticas, racimos y forma de la uva, así como los cortos ciclos de maduración y vulnerabilidad a las plagas y las enfermedades. Los ciclos de maduración temprana hacen posible su cultivo en cualquier subzona de la denominación, pues todo el ciclo puede completarse incluso en lugares donde la maduración acontece más tarde. La tempranillo blanca tiene un rendimiento medio (7.500 - 9.000 kilos por acre), vigor de la vid medio a alto y alto contenido alcohólico. Aunque tiene muchos racimos, son pequeños y de peso mediano. Tiene una acidez de 6.9 pH.
CIDA, una vez que la mutación se estabilizó, expandió su colección a 100 vides en 1993, y comenzó a hacer vino a escala experimental. El primer vino embotellado fue en 2005, de una hectárea de videsplantadas en el año 2000.  Se fermentó en tanques de acero inoxidable y envejecido en barricas de roble. El vino verdoso tuvo discretos aromas de flores y frutas tropicales como la piña, refrescante a la hora de beberlo pero carecían un poco de acidez. La tempranillo blanco es actualmente distribuida a los cultivadores registrados estatalmente y aprobado su uso en la Denominación de Origen Calificada Rioja

### Regiones
La tempranillo blanco es una variedad autorizada en las comunidades autónomas de La Rioja (España), Navarra y País Vasco y , según la Orden APA/1819/2007.